# Jaromír Čermák
Jaromír Čermák (10. dubna 1888 Čáslav – 9. března 1975 Čáslav) byl český akademický sochař.

## Život
Jeho otcem byl archeolog a muzejník Kliment Čermák. Jaromír Čermák absolvoval v letech 1903-1907 odbornou sochařskou školu v Hořicích a poté studoval na Akademii výtvarných umění v Praze, kde absolvoval v roce 1910. Byl žákem prof. J. V. Myslbeka a J. Štursy. Po absolvování pražské akademie získal stipendium, které mu umožnilo delší pobyty v Mnichově, Florencii a Římě. Zde studoval antické sochy, zhotovoval jejich kopie a věnoval se restaurování.
Po vypuknutí první světové války byl odvelen do Maďarska a Itálie, ale bojů se nezúčastnil a věnoval se tvorbě sochařských portrétů. Později byl odeslán evidovat válečné hroby roztroušené v okolí Medzilaborců. Po válce se vrátil do Čáslavi, kde získal menší zakázky a působil jako pedagog. Později složil profesorské zkoušky a přijal místo učitele výtvarné výchovy v Mukačevě na tehdejší Podkarpatské Rusi. Po návratu působil jako profesor ruského gymnázia v Moravské Třebové a také ve Znojmě.
Po druhé světové válce byl v letech 1947-1950 vedoucím horské chaty Hromovka pod Špindlerovým Mlýnem. Pak se již jako důchodce vrátil do Čáslavi, věnoval se sochařství a zároveň působil jako zpravodaj Státní památkové péče. Letní měsíce trávil ve své chatě "Na krásné vyhlídce" u Sečské přehrady, či později v nedaleké chatě svého bratra Jiřího.

## Dílo
V posledním ročníku studia na Akademii zvětšoval pro Josefa Václava Myslbeka sochu sv. Anežky pro pomník sv. Václava a pomník K. H. Máchy. Jeho socha “Touha po mateřství” v nadživotní velikosti uspěla v sochařské soutěži a byla vystavena v Rudolfinu. Roku 1915 vytvořil kamenné sochy svatého Vojtěcha, Václava a Ludmily v životní velikosti pro chrám svatého Petra a Pavla v Mělníku. Po válce působil v Čáslavi, kde byl autorem řady pamětních desek. Za svého působení na Podkarpatské Rusi vytvořil reliéf Jana Amose Komenského pro Užhorod.

### Sochařské realizace
- Touha po mateřství, první místo v soutěži, vystaveno v Rudolfinu
- 1915 sochy sv. Vojtěcha, Václava a Ludmily, pískovec, Proboštský chrám sv. Petra a Pavla - Mělník[3]
- Pamětní deska Jaroslava Haška na jeho domku č. 185 v Lipnici nad Sázavou
- Pamětní deska Matěje Mendla, Hradní muzeum, Lipnice nad Sázavou
- Pamětní deska Jana Vlka, Znojmo
- Pamětní deska Ladislava Quise, Čáslav
- Pamětní deska Rudolfa Těsnohlídka, Čáslav
- Pamětní deska Jiřího Mahena, Čáslav
- Pamětní deska Klimenta Čermáka na jeho rodném domě čp. 124, Čáslav
- busta Klimenta Čermáka, čáslavská radnice, hřbitov[4]
- socha Husity pro pamětní síň Jana Žižky, Čáslav
- sochy pro důstojnickou jídelnu na Pražském hradě

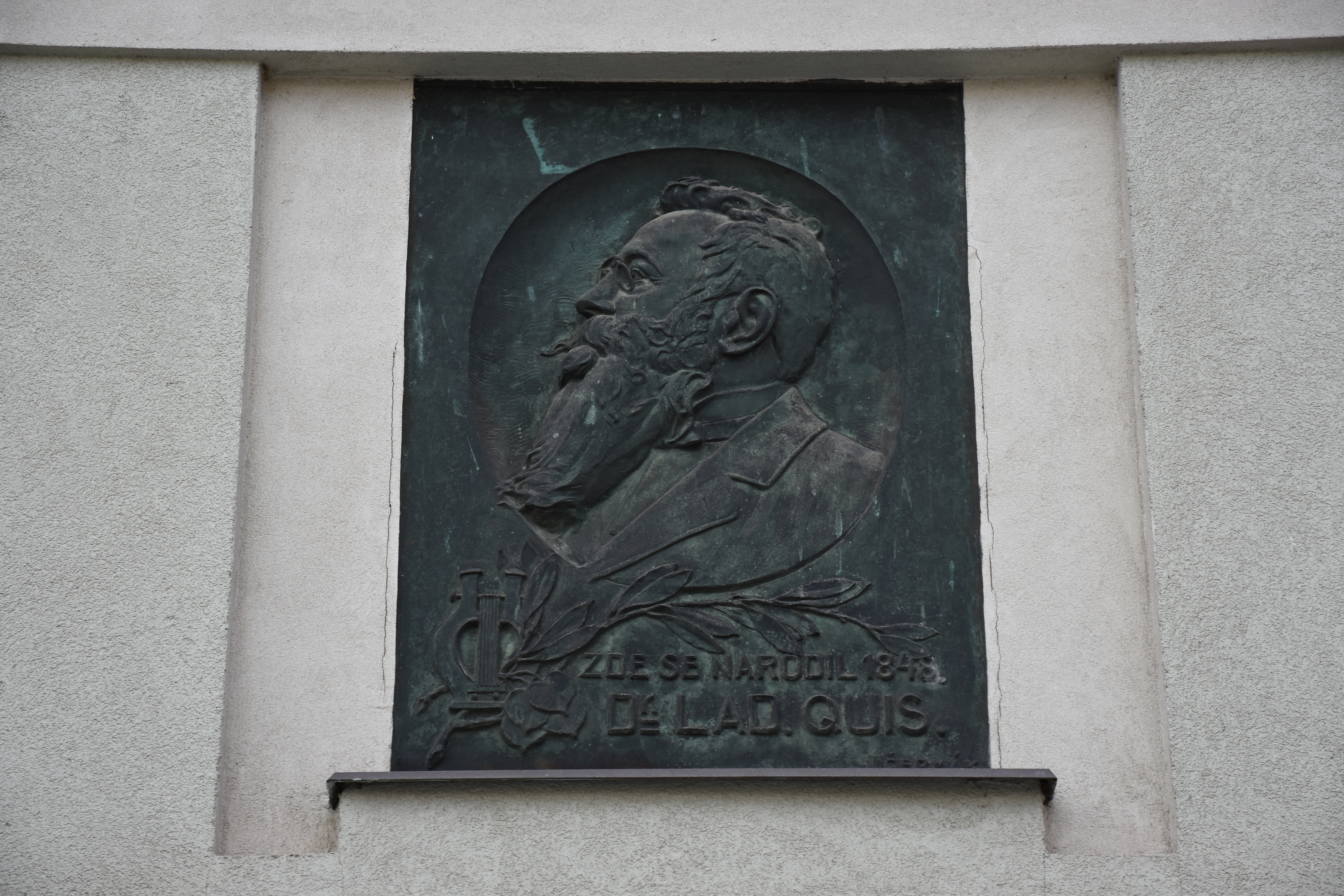
Pamětní deska Ladislava Quise, Čáslav
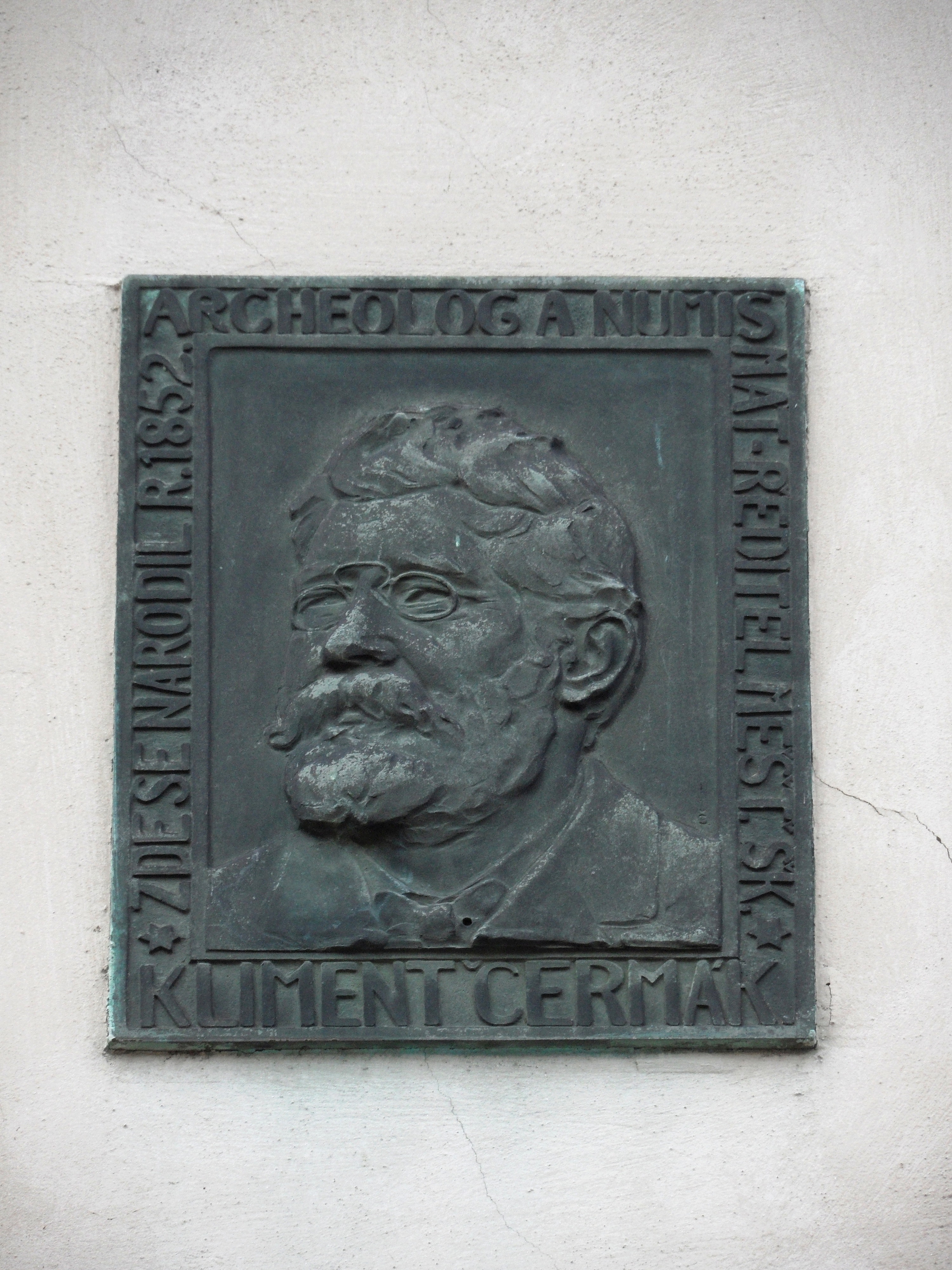
Pamětní deska Klimenta Čermáka, Čáslav
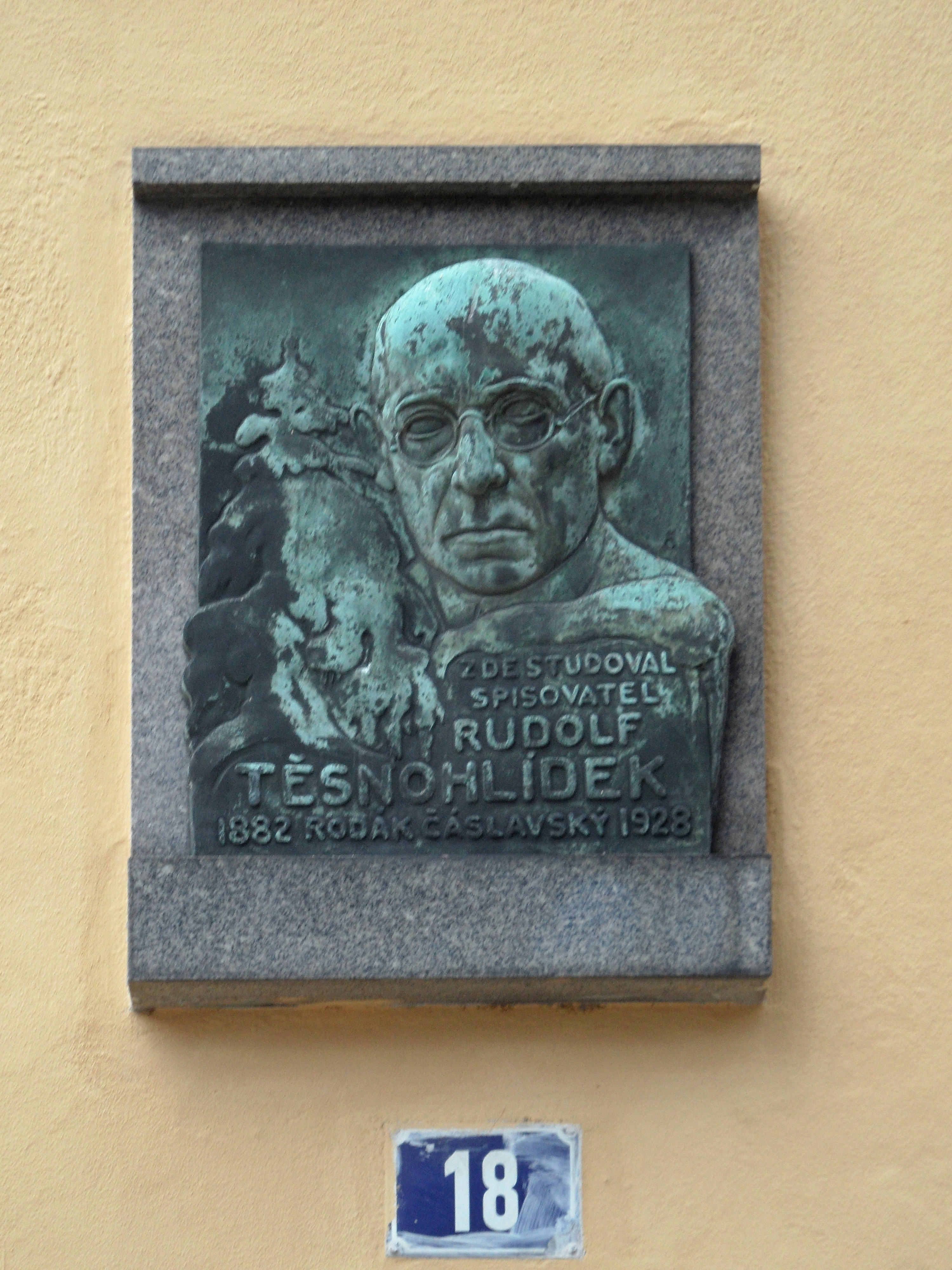
Pamětní deska Rudolfa Těsnohlídka, Čáslav
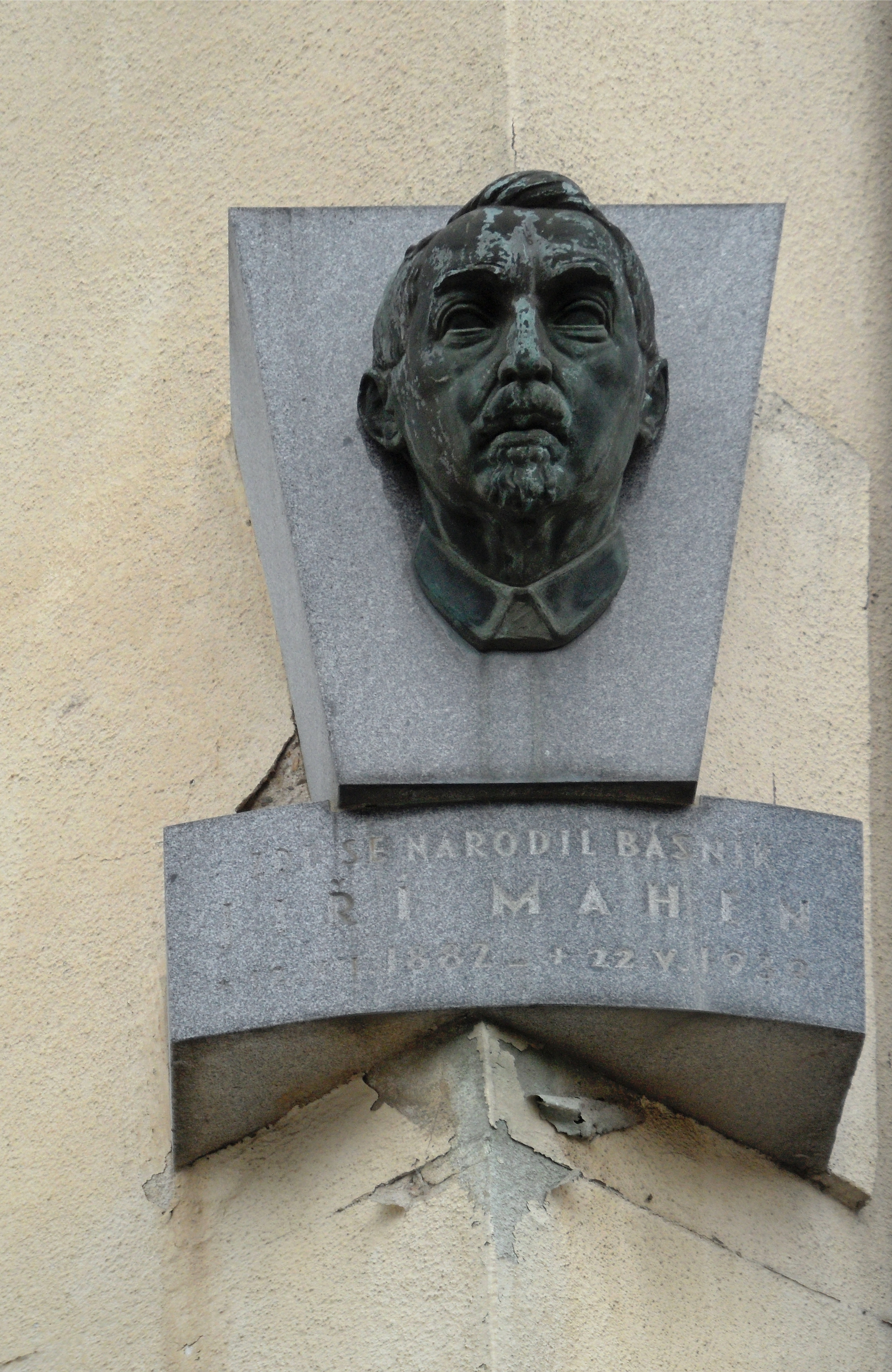
Pamětní deska Jiřího Mahena, Čáslav
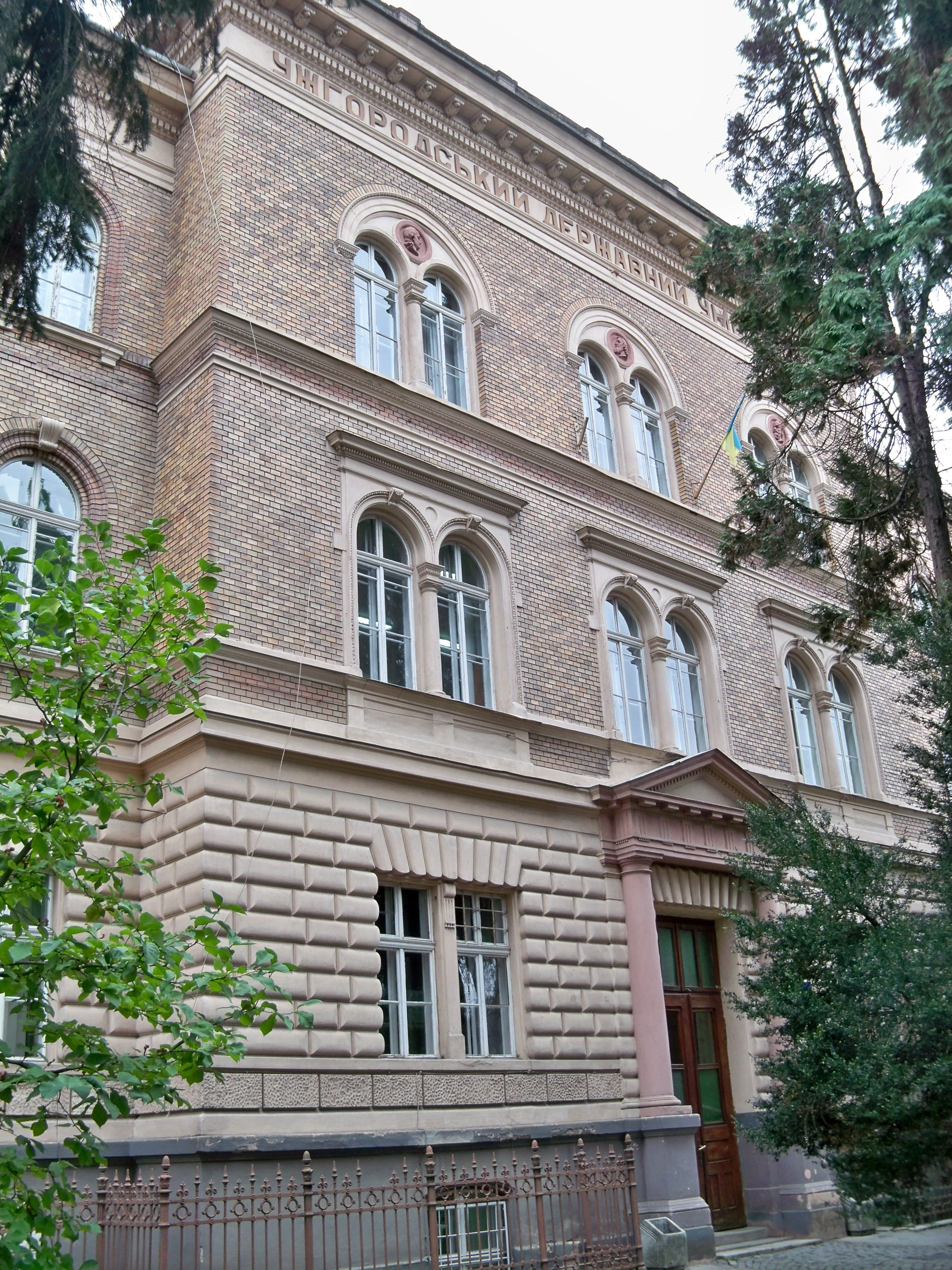
Fasáda Fakulty chemie Užhorodské univerzity s Čermákovým reliéfem J.A. Komenského